# Instytut Mechaniki Górotworu Polskiej Akademii Nauk
Instytut Mechaniki Górotworu PAN (oficjalna nazwa anglojęzyczna: Strata Mechanics Research Institute) – instytut naukowy Polskiej Akademii Nauk z siedzibą w Krakowie zajmujący się badaniami z zakresu fizyki skał, fizykochemii przepływów cieczy i gazów, geomechaniki, geotechniki, technologii górniczych oraz wybranych zagadnień inżynierii środowiska.

## Przedmiot badań
W szczególności Instytut zajmuje się następującymi zagadnieniami:
- właściwości mechaniczne skał oraz ich struktura geometryczna
- nieustalone przepływy płynów w sieciach
- przepływy płynów w ośrodkach porowatych
- metrologia płynów i ciał stałych
- ochrona środowiska przyrodniczego,
- inżynieria środowiska i środowiska kopalń
- stany naprężeń i przemieszczeń w górotworze.

Instytut realizuje program badań Zjawiska w płynach i ośrodku skalnym z uwzględnieniem wzajemnych oddziaływań.  Główne kierunki badań w ramach tego programu obejmują:
- rozwój metod prognozowania zagrożeń infrastruktury nad i podziemnej ze strony ośrodka skalnego z wykorzystaniem modelowania komputerowego
- badania możliwości wykorzystania ośrodka skalnego do składowania paliw lub odpadów (w tym odpadów toksycznych i promieniotwórczych)
- nowe metody i przyrządy do pomiarów parametrów charakteryzujących przepływ gazów
- rozwój metod prognozy przewietrzania w oparciu o monitoring i symulację numeryczną